# لوبريانو
لوبريانو (بالإنجليزية: Lubriano)‏ هي بلدية تقع في مقاطعة فتربة في منطقة لاتيوم، إيطاليا، تقع على بعد حوالي 90 كيلومتر (56 ميل) شمال غرب روما وحوالي 25 كيلومتر (16 ميل) شمال فتربة، يبلغ عدد سكانها حوالي 900 نسمة.
تقع لوبريانو على حدود البلديات التالية: بانيوريجيو وكاستيجليون في تيفرينا وأورفييتو وبورانو .